# Frede Fup
Frede Fup er en dansk rockgruppe stiftet af Frede Norbrink i november 1979.
Oprindeligt bestod gruppen af Frede Norbrink (sang), Jan Ettrup (leadguitar), Thomas Grue (rytmeguitar), Wili Jønsson (bas) og Bjørn Uglebjerg (trommer). Denne konstellation medvirkede på bandets to første album. Selvom Grue trådte ud af orkestret i starten af 1982, medvirkede han på enkelte numre på album nummer to samt på et enkelt nummer, der var indspillet langt tidligere, på album nummer tre.
Bandet består i dag af Frede Norbrink (sang), Birgitte Bjørn (guitar), Klaus Agerschou (keyboards), Flemming Muus (bas) og Lars "Mitch" Fischermann (trommer).
Bandet er et populært liveband og har igennem årene spillet ved flere koncerter i hele landet, bl.a. på 5-øren, hvor de havde status af husorkester, på diverse festivaler og tre koncertrækker med Grøn koncert (1983, 1984, 1985). I de senere år dog primært i Amager Bio.
Der blev i en periode produceret en del TV med Bandet, og Frede Norbrink var i 1984 medvært med Jarl Friis Mikkelsen i 10 helaftensudsendelser med titlen "Schyyy....det er lørdag".
Den 27. december er der opstået en tradition for at Frede Fup spiller i Amager Bio, og i 2011 var der 10 års jubilæum. Dagen har længe blandt fans været kaldt "Fredejuledag", eftersom det er tredje juledag.
Fredejuledag 2011 var det tillige Frede Norbrinks 50 års jubilæum som musiker, idet han startede som guitarist med nogle af vennerne i slutningen af 1961. Det var dog først i 1963 at han blev "forsanger".
Den 28. juni 2022 fejrede Frede Norbrink sin 75 års fødselsdag i Kulturhuset på Bryggen i København med en koncert. Bl.a med deltagelse af flere tidligere medlemmer af Frede Fup.

## Tidligere og nuværende medlemmer af Frede Fup
Der har gennem årene været en del udskiftning i bandet.
Guitarister der siden 1980 har været med i bandet er:
- Jan Ettrup ("I aften-Frede Fup" - "Jeg elsker dig søster" - "Spraytime")
- Thomas Grue ("I aften-Frede Fup" - "Jeg elsker dig søster" - "Spraytime")
- Finn Gustafsson / Flemming Ostermann
- Steen Svare (bl.a.som gæstemusiker på "Jeg elsker dig søster ")
- Steffen Schackinger
- Peter Domtorp ("Tak for i går og undskyld" ("igen-igen" ) - "Behøver vi at danse først " - "Det er skønt at være smuk ")
- Niels Poulsen ("Det er skønt at være smuk ")
- Lars Krarup ("I Morgen-Frede Fup ")
- Birgitte Bjørn ("Intelligæns")  / Jørgen Laurvig

Keyboardspillere der siden 1981 har været med i bandet er:
- Klaus Agerschou ("Jeg elsker dig søster" - "Spraytime" - "Behøver vi at danse først " - "Det er skønt at være smuk " - "I morgen-Frede Fup" - "Intelligæns")
- Steward Goodstein,
- Trond Clement. (Trond Clements har også medvirket på saxofon).

Bassister der siden 1981 har været med i bandet er:
- Wili Jønsson ("I aften-Frede Fup" - "Jeg elsker dig søster" - "Spraytime")
- Flemming Muus ("Tak for i går og undskyld" (igen-igen)) "Behøver vi at danse først " - "Det er skønt at være smuk " - "I Morgen-Frede Fup " - "Intelligæns")

Trommeslagere der siden 1981 har været med i bandet er :
- Bjørn Uglebjerg, ("I aften-Frede Fup" - "Jeg elsker dig søster" )
- Jens Breum ("Spraytime" )
- Hans Fagt. ("Tak for i går og undskyld" (igen-igen))
- Lars Mitch Fischermann ("Behøver vi at danse først " - "Det er skønt at være smuk " - "I morgen-Frede Fup " - "Intelligæns")

## Diskografi
- I aften: Frede Fup (Hot Klitt)  (1981) (Live-album) (CBS 85311)
- Jeg elsker dig søster (1982) (CBS 85820)
- Spraytime (1983) (CD CBS 25768)
- Tak for i går og undskyld (2001)
- Igen/Igen (Gen-udsendelse af Tak for i går og undskyld) (2002)
- Behøver i at danse først (2008)
- Det er skønt at være smuk (2012)
- I morgen:Frede Fup (Live at Amager Bio) (2015)
- Intelligæns (2022)